# Tre Kelley
Alfrie Kelley, detto Tre (Washington, 23 gennaio 1985), è un ex cestista statunitense.

## Statistiche

### College
| Anno       | Squadra        | PG  | PT  | MP   | TC%  | 3P%  | TL%  | RP  | AP  | PRP | SP  | PP   |
| ---------- | -------------- | --- | --- | ---- | ---- | ---- | ---- | --- | --- | --- | --- | ---- |
| 2003-2004  | S.C. Gamecocks | 34  | 3   | 16,1 | 39,7 | 26,4 | 68,9 | 1,4 | 2,0 | 0,5 | 0,0 | 5,1  |
| 2004-2005† | S.C. Gamecocks | 33  | 32  | 30,7 | 43,3 | 30,7 | 58,9 | 1,4 | 3,6 | 0,9 | 0,1 | 8,9  |
| 2005-2006† | S.C. Gamecocks | 38  | 38  | 35,0 | 41,7 | 34,9 | 76,5 | 2,9 | 4,6 | 1,3 | 0,1 | 12,5 |
| 2006-2007  | S.C. Gamecocks | 29  | 29  | 36,7 | 43,6 | 35,0 | 80,0 | 2,6 | 5,1 | 0,9 | 0,2 | 18,9 |
| Carriera   | Carriera       | 134 | 102 | 29,5 | 42,5 | 33,2 | 71,9 | 2,1 | 3,8 | 0,9 | 0,1 | 11,1 |

### Eurolega
| Anno      | Squadra         | PG | PT | MP   | TC%  | 3P%  | TL%  | RP  | AP  | PRP | SP  | PP   |
| --------- | --------------- | -- | -- | ---- | ---- | ---- | ---- | --- | --- | --- | --- | ---- |
| 2007-2008 | Cibona Zagabria | 13 | 3  | 25,4 | 50,5 | 53,1 | 80,6 | 1,3 | 2,5 | 0,9 | 0,0 | 11,1 |
| Carriera  | Carriera        | 13 | 3  | 25,4 | 50,5 | 53,1 | 80,6 | 1,3 | 2,5 | 0,9 | 0,0 | 11,1 |

## Palmarès
- 2 volte campione NIT (2005, 2006)
- Frances Pomeroy Naismith Award (2007)